# ابوت‌آباد مرکزی
ابوت‌آباد مرکزی (به انگلیسی: Abbottabad Central) در پاکستان با جمعیت ۲۷٬۹۱۵ نفر است که در خیبر پختونخوا واقع شده‌است.